# Маска Гая Фокса
Маска Гая Фокса (англ. Guy Fawkes mask), также известна как маска Анонима, маска Вендетта или просто маска V, выступала популярным атрибутом во время протеста и борьбы против власти в конце 2000-х и начале 2010-х годов на Западе, а также один из популярнейших интернет-мемов. Впервые появилась в английском комиксе «V — значит вендетта», где её носил главный герой V. Автор образа и дизайна маски — Дэвид Ллойд, иллюстратор комикса.
Эта маска является также ключевым символом группировки «Анонимус», которую она использовала во время протеста против церкви сайентологии, совершив массовые взломы сайтов.

## V — значит вендетта
Впервые маска в её современном виде появилась в комиксе «V — значит вендетта». Действие происходит в альтернативной нацистской Великобритании, где свободы слова не существует. Люди с иной национальностью или вероисповеданием преследуются по закону, и их отправляют в концентрационные лагеря. Против режима восстаёт таинственный человек в маске — V. Он ведёт партизанскую борьбу против власти и, умирая, освобождает страну от Тоталитаризма, становясь национальным героем. До конца сюжет так и не открыл тайну личности V. До создания фильма маска не пользовалась широкой популярностью.

## Предпосылки к появлению символа
Маска изображает Гая Фокса — английского дворянина, ставшего знаменитым благодаря участию в Пороховом заговоре — террористическом акте против короля Якова I Английского 5 ноября 1605 года. Хотя он был лишь одним из многих участников заговора, позже арестовали именно его, и под пытками Гай Фокс выдал всех своих соучастников, которые были потом схвачены и казнены. После этих событий Гай Фокс веками оставался главным символом заговора в англоязычных странах. Создатели комикса посчитали, что именно он станет подходящим прототипом V, потому что играет похожую роль — роль предателя власти и террориста-одиночки. 
 Помимо маски Гая V носит парик и костюм, повторяющий стиль Фокса. Примечательно, что в финале фильма V [5 ноября] взрывает с триумфом британский парламент — именно то, что хотел сделать Гай Фокс, но которому это не удалось. А также в самом начале фильма показана сцена казни Гая Фокса. Особая атмосфера в фильме преподносит Гая Фокса не как подлого и трусливого предателя (которого таковым традиционно считали в Великобритании веками), а как человека, который бросил вызов власти и боролся до конца за свою правду, хотя и проиграл в итоге. В фильме главный герой V является явным поклонником Гая Фокса и упоминает не раз о нём в разговоре с Иви и во время своих монологов, в том числе и о Пороховом заговоре.
Одна из ключевых фраз V, которую можно услышать также в самом начале фильма: Помним, помним не зря пятый день ноября и заговор пороховой. Пусть память о нём и ночью и днём всегда остаётся с тобой!.
После заговора жители Британии часто устраивали массовые сожжения фигурок участников порохового заговора, в том числе и Гая Фокса. Известно, что в конце XVIII века на улицах городов стали появляться бездомные дети-попрошайки, одетые в самодельные маски Гая Фокса. Примерно тогда же появилась традиция праздновать Ночь Гая Фокса, или тогда известную как «Ночь Костров», каждое пятое ноября. Во время праздника горожане наряжались в костюм Гая Фокса, надевали самодельные маски и устраивали поджог пугала Гая Фокса:. Британский журнал «The Lancet» в своей заметке от 1847 года описывает случай смерти двухлетнего ребёнка от испуга при виде мальчика, наряженного в костюм и маску Гая Фокса. В начале XX века картонные маски вместе с комиксами массово продавались детям каждую осень. Но интерес к Гаю Фоксу начал падать к 1980-м годам по мере популяризации Хеллоуина.
Второе дыхание маска как символ получила после экранизации комикса «V — значит вендетта».

## Популярность
Маска Гая Фокса стала одним из самых известных мемов в интернете, которые олицетворяют анонимность пользователя. Символ часто используется на имиджбордах, таких как 4chan. В YouTube при послании очередного сообщения, анонимы стали широко использовать маски Гая Фокса, особенно во время демонстраций или если они причисляют себя к числу членов группировки Анонимусов. Долгое время в интернете был популярен интернет-мем, изображающий примитивную фигурку человека с маской Гая Фокса — Epic Fail Guy (или EFG).
По данным The New York Times, всего за год компанией Rubies Costume было продано более 100 тыс. масок и 16 тыс. в Британии. По количеству купленных экземпляров маска побила почти все рекорды, обогнав маску Бэтмена и Гарри Поттера, но маска Дарта Вейдера всё ещё держит первую позицию, однако по прогнозам она ещё не долго будет возглавлять рейтинг продаж и уступит место маске Гая Фокса. Во время протестов 2011 года маска была доступна для покупки на сайте Amazon.com и стала самым продаваемым товаром на тот момент. Всего за год были проданы сотни тысяч экземпляров. Компания Time Warner, будучи правообладателем дизайна маски, получала огромные доходы на продажах.
По словам протестующих, маска прежде всего стала символом их движения против алчности корпораций, символом свободы и справедливости. Но при этом участники чаще всего не являются сторонниками хиппи или социализма. Причина, почему маска стала популярной среди акций протестов — прежде всего особое влияние фильма. По сюжету, сторонники свободы надевали маски и устраивали шествия, несмотря на то, что из-за этого их отправляли в лагеря. К концу фильма тысячи людей в маске направляются к парламенту Британии.
Многие, однако, в том числе профессионал по комиксам Рич Джонсон, принимавший участие в создании фильма, уверен, что маска олицетворяет прежде всего терроризм и свержение власти насильственным путём, что может вызвать негативные ассоциации у многих людей.
Создатель образа маски Дэвид Ллойд весьма положительно отзывается о нынешней популярности маски. По его словам, маска уже изначально символизировала борьбу против истеблишмента, и он даже сравнил её с знаменитой фотографией аргентинского революционера Че Гевары, которая долгое время была главным символом протеста молодёжи. Дэвид Ллойд лично посетил акцию «Захватите Уолл-Стрит», чтобы увидеть, что люди расхаживают по улицам в «его» масках.
Вот, что говорит сам Дэвид Ллойд:

Маска Гая Фокса стала теперь расхожим брендом, своего рода удобной вывеской, которую можно использовать для протеста против тирании, и я рад, что люди ею пользуются. Кажется, такого раньше не было: чтобы какой-то современный символ использовался в таком качестве. У меня такое ощущение, что группа «Анонимы» нуждалась в некоем всеобъемлющем символе, за который можно было бы спрятаться и который в то же время выражал индивидуальность, — а ведь «V значит Вендетта».
Хьюго Уивинг, исполнитель роли V в фильме «V — значит вендетта» считает, что:

Фигура Гая Фокса стала маской и, благодаря фильму, символом, который объединил многих людей, жаждущих изменений в обществе. Такое влияние отдельной картины на общественное мнение феноменально.— 

## Маска и действия протеста
Впервые маска была использована популярной субкультурой хакеров — анонимусами. Протестуя против деятельности церкви сайентологии, 50 человек появились в масках, организовав пикет у церкви в Бостоне.
Позже многие студенты надели маски во время уличных демонстраций 13 мая 2009 года после громкого скандала о расходах в Парламенте Великобритании, по которому бывший британский министр и парламентарий от лейбористов Эллиот Морли в период с 2004 по 2007 года незаконно получил более 30 тысяч фунтов.
Когда в Америке проходили акции протеста «Захвати Уолл-стрит», тысячи людей выходили на марши в маске Гая Фокса. Это было первое по-настоящему массовое использование масок, благодаря которому она стала известной не просто как «маска из фильма».
Её надел также основатель интернет-ресурса «Wikileaks» Джулиан Ассанж во время акции «Оккупируй Лондонскую биржу», однако вскоре ему пришлось снять маску по требованию полиции.
После этих событий маски стали широко использовать во время массовых протестов на Западе. Например, против новых законопроектов, связанных с интернет-пиратством и контрафактной продукцией, именно SOPA и ACTA.
В Индийском Мумбаи 10 июня 2012 года сотня студентов в чёрных костюмах и масках собрались у Азад Майдан, протестуя против решения правительства Индии о введении цензуры в Интернете.
1 июля 2012 года в Гонконге прошли массовые демонстрации за демократические свободы в Китае. По оценкам, в акциях приняли участие от 65 тысяч до 400 тысяч человек. Участники выступали против ограничения свободы слова, введения в местных школах патриотических уроков, а также социального расслоения населения. Тогда множество студентов и других молодых людей надели маски Гая Фокса.
21 июля 2012 в Мадриде прошли массовые митинги безработных, студентов, а также школьников в масках Гая Фокса против политической и коррупционной деятельности премьер-министра Испании Мариано Рахой после того, как он объявил об общем сокращении доходов гражданского населения на 65 миллионов евро.
27 июля 2012 года на Украине во время принятия нового законопроекта «о статусе русского языка», по которому предполагалось сделать русский язык официальным наряду с украинским в восточных регионах страны, сотни молодых демонстрантов в 13 разных городах (Львов, Ровно, Ивано-Франковск, Кировоград, Сумы, Харьков, Хмельницкий, Черновцы, Одесса, Николаев, Днепропетровск, Тернополь) в знак протеста пикетировали офисы Партии регионов в масках Гая Фокса. Акции протеста были организованы общественным украино-белорусским национальным движением «Украинский Дом». Большинство участников акции было задержано службами правопорядка из-за прозрачности своих масок, поскольку белых масок в продаже на тот момент не было.

### Интернет
Со временем маска стала символом анонимусов, поэтому после многих атак на различные веб-сайты группа оставляла простую картинку с изображением маски на чёрном фоне с фразой: «Мы — Анонимус. Мы — Легион. Мы не прощаем. Мы не забываем. Ждите нас». Так, за это время были совершены атаки на правительственные сайты Польши, Австрии, Ирландии, Франции, Турции, Японии, Индии, Великобритании, Ватикана, Украины, а также на сайты военных государственных баз, информацию переговоров между политиками и крупные компании.
Французская компания Early Flicker объявила, что намерена «украсть» маску Гая Фокса как новый символ знаменитой и крупнейшей хакерской группы анонимусов, а также их старый логотип с изображением человека с вопросительным знаком вместо головы и глобусом на заднем плане, зарегистрировав их как торговые марки. Однако представители субкультуры, выложив ролик на YouTube, пригрозили, что в знак мести совершат массовые атаки через интернет на систему компании и разрушат её изнутри.

### Запрет
В мае 2013 года правительство Саудовской Аравии объявило маску Гая Фокса вне закона и ввело эмбарго на её поставки в страну. Представители министерства по делам ислама, боясь свержения,  объяснили это тем, что маска является символом «мести и сепаратизма» и предупредили, что «маска может дестабилизировать политическую ситуацию страны и посеять хаос». 22 сентября 2013 года религиозная полиция запретила ношение маски на улице за день до 83-го национального дня Саудовской Аравии.

## Галерея
- Протестующий во время акции «Захвати Уолл-Стрит»
- Протестующий во время акции против введения законопроекта ACTA.
- Акции протеста в Мадриде.
- Протестующие во время акции против введения законопроекта ACTA.
- Акции протеста в Лондоне
- Протесты анонимусов против Церкви Саентологии.
- Протестующие в Мюнхене во время акции против введения законопроекта ACTA.
- Продажа масок Гая Фокса и респираторов во время протестов в Турции  в парке Гези, 2013 год